# Paus Paulus V
Paus Paulus V, geboren als Camillo Borghese (Rome, 17 september 1552 – aldaar, 28 januari 1621) was paus van 1605 tot 1621.
Hij was een bekwaam jurist en kwam in conflict met Venetië en met Paolo Sarpi over de verhouding tussen kerk en staat. Paulus V was een schromelijk nepotist. Onder zijn pontificaat werd het eerste proces gevoerd tegen Galilei. Hij voltooide de bouw van de Sint-Pieter en liet het grafmonument van Clemens VIII bouwen. Op het front van de Sint-Pietersbasiliek liet de weinig bescheiden paus een groot opschrift aanbrengen: IN HONOREM PRINCIPIS APOST. PAULUS V BURGHESIUS ROMANUS PONT. MAX. AN. MDCXII PONT VII, hetgeen zijn naam nog verscheidene malen per jaar onder de aandacht van de wereld brengt.
In 1608 gaf Paulus V opdracht tot het samenstellen van een gezangenboek voor de liturgie c.q. heilige mis. De componisten Felice Anerio, medewerker en vriend van Palestrina, en Francesco Suriano, leerling van Palestrina, hielden zich hiermee bezig en in 1614 kwam het nieuwe Graduale uit in twee delen, de zogenaamde Editio Medicaea, omdat het boekwerk op de persen van de familie Medici te Florence werd gedrukt.
Op de heruitgave van de Editio Medicaea in 1871 kwam weer de naam van Paulus V te staan op het schutblad als initiator van de oorspronkelijke uitgave. Zo bleef zijn naam onlosmakelijk verbonden aan het gregoriaans. Tot 1908 toen de Editio Vaticana verscheen en de (her)uitgave van de Editio Medicaea verboden werd.
In 1606 verklaarde hij paus Gregorius VII heilig.
Cursief: tegenpaus